# Odnajdę cię wszędzie
Odnajdę cię wszędzie (ang. Somewhere I`ll Find You) – amerykański melodramat z 1942 roku w reżyserii Wesleya Rugglesa

## Treść
Dwaj bracia, korespondenci prasowi, rywalizują o najlepsze materiały prasowe i tę samą kobietę.

## Obsada
- Clark Gable - Jonathan "Jonny" Davis
- Lana Turner  - Paula Lane
- Robert Sterling - Kirk "Junior" Davis
- Patricia Dane - Crystal McRegan
- Reginald Owen - Willie Manning
- Lee Patrick - Eve "Evie" Manning
- Charles Dingle - George L. Stafford
- Sara Haden - panna Coultier
- Van Johnson - porucznik Wade Hall (niewymieniony w czołówce)
- Keenan Wynn - sierżant Tom Purdy, cekaemista (niewymieniony w czołówce)